# Mehlbek
Mehlbek település Németországban, Schleswig-Holstein tartományban. Lakosainak száma 420 fő (2023. december 31.).

## Népesség
A település népességének változása:
| Lakosok száma | 379  | 456  | 439  | 421  | 421  | 423  | 420  |
|               | 1975 | 2010 | 2017 | 2019 | 2021 | 2022 | 2023 |